# John Bukovsky
John Bukovsky SVD, geboren als Ján Bukovský (* 18. Januar 1924 in Korlát, Tschechoslowakei; † 18. Dezember 2010 in Techny, Illinois, USA) war ein tschechoslowakisch-US-amerikanischer römisch-katholischer Ordensgeistlicher und Diplomat des Heiligen Stuhls.

## Leben

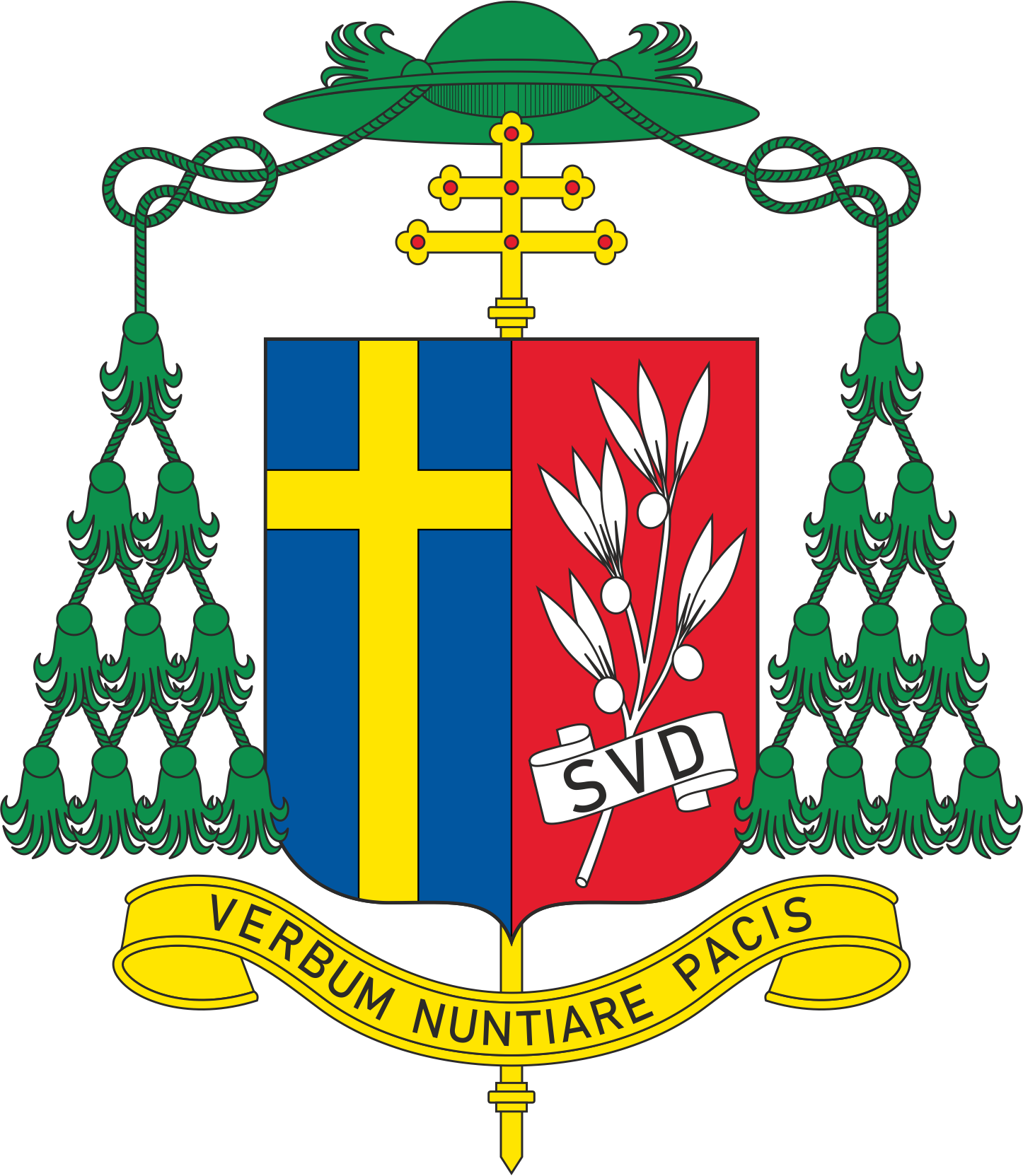
Wappen von John Bukovsky, es Motto Verbum muntiare pacis, „das Wort des Friedens verbreiten“

Bukovský trat in Nitra der Ordensgemeinschaft der Steyler Missionare bei. Aufgrund der politischen Verfolgung in seinem Heimatland siedelte er nach seinem Philosophiestudium im Jahre 1947 in die Vereinigten Staaten über und beendete sein theologisches Studium. Am 3. Dezember 1950 empfing er in Techny, dem Zentrum der amerikanischen Steyler Missionare bei Chicago, die Priesterweihe. Er war zunächst im priesterlichen Dienst und erwarb zudem 1952 ein Lizenziat in Theologie an der Katholischen Universität von Amerika in Washington.
Von 1952 bis 1954 war er Professor für Heilige Schrift im Ordensseminar in Techny; er galt als Experte für die griechischen und hebräischen Übersetzungen. Von 1954 bis 1956 studierte er Exegese am Päpstlichen Bibelinstitut. Bis 1967 war er in der Forschung und Lehre in Techny tätig. 1967 wurde er Rektor der Ordenshochschule in Techny und kurz darauf in das Generalkapitel des Ordens in Rom berufen.
Er war ab 1968 Berater des Heiligen Stuhls in seinen Beziehungen mit der Tschechoslowakei und ab 1973 im Staatssekretariat des Heiligen Stuhls für die Beziehungen mit der Tschechoslowakei, Rumänien, Bulgarien und Albanien tätig. Er arbeitete insbesondere mit den später zu Kardinälen erhobenen Agostino Casaroli und Luigi Poggi zusammen und begleitete beide oftmals in das Rumänien der 1970er Jahre und andere, damals kommunistisch regierte osteuropäische Länder.
Im Sommer 1977 sandte ihn der Vatikan in die Tschechoslowakei, um im Gespräch mit dem Untergrundbischof Felix Maria Davídek, der dort auch Frauen contra legem und geheim zu Priesterinnen geweiht hatte, die Situation zu erkunden. Er sei erstaunt gewesen, als er Ludmila Javorová traf: „Ich war sehr überrascht, von seiner weiblichen Generalvikarin begrüßt zu werden, weiß gewandet mit Kreuz“. Er betrachtete diese Frauenordinationen seinerzeit als gültig, aber unerlaubt (valide, sed illicite); der Vatikan sei darüber vollständig informiert gewesen.
Am 18. August 1990 ernannte ihn Papst Johannes Paul II. zum Titularerzbischof von Tabalta und zum Apostolischen Nuntius in Rumänien. Am 13. Oktober 1990 empfing er von Kardinalstaatssekretär Agostino Casaroli im Petersdom die Bischofsweihe; Mitkonsekratoren waren Casarolis Nachfolger, Angelo Sodano, und Francesco Colasuonno, Apostolischer Delegat in Russland. In Rumänien kümmerte er sich nach dem Sturz des Kommunismus vor allem um die Herstellung diplomatischer Beziehungen zwischen dem Vatikan und Rumänien sowie um die Sicherung von Vermögenswerten der Griechisch-Katholischen Kirche.
1994 wechselte Bukovsky als Apostolischer Nuntius bei der Russischen Föderation nach Moskau. Hier führte er die von Colasuonno begonnenen Schritte zur Errichtung einer katholischen Kirchenhierarchie in Russland fort und weihte die Bischöfe Jerzy Mazur und Clemens Pickel. Ihm gelang es, das Priesterseminar in Sankt Petersburg wiederzueröffnen.
Sein altersbedingtes Rücktrittsgesuch nahm der Papst mit Wirkung vom 29. Januar 2000 an. Seinen Ruhestand verbrachte Bukovsky zunächst in Wien, später im Zentrum seines Ordens in Techny, wo er auch starb. Er wurde am 3. Januar 2011 in der Slowakei, in der Gruft der Kirche der Mutter Gottes auf dem Kalvarienberg in Nitra bestattet.
2006 veröffentlichte er seine Autobiographie Spomienky spoločníka in slowakischer Sprache.

## Publikationen
- Spomienky spoločníka, Nitra 2006, ISBN 978-80-85223-76-7.
- Chiesa del martirio, chiesa della diplomazia : Memorie tra Cecoslovacchia e Vaticano, EDB, Bologna 2009, ISBN 978-88-10-14049-9.